# 三角学

所有关于某一角θ的三角函数都通过建立一个圆心为O的单位圆在几何上来定义

三角学（英語：Trigonometry）是數學的一個分支，主要研究三角形，以及三角形中边与角之间的关系。三角学定義了三角函數，可以描述三角形边与角的关系，而且都是周期函数，可以用來描述周期性的現象。三角学在西元前三世紀時開始發展，最早是幾何學的一個分支，廣泛的用在天文量測中，三角学也是測量學的基礎。
三角学的基礎是平面三角学，研究平面上的三角形中边与角之间的关系，分为角的度量、三角函数与反三角函数、诱导公式、和与差的公式、倍角、半角公式、和差化积与积化和差公式、解三角形等内容，可能會是單獨的一個科目或是在预科微积分教授，三角函數在純數學及應用數學中的許多領域中出現，例如傅立葉分析及波函數等，是許多科技領域的基礎。
三角学也包括球面三角學，研究球面上，由大圓的弧所包圍成的球面三角形，位在曲率為正值常數的曲面上，是橢圓幾何的一部份，球面三角學是天文學及航海的基礎，也在测量学、制图学、结晶学、仪器学等方面有广泛的应用。負曲率曲面上的三角学則是雙曲幾何中的一部份。

## 历史
苏美尔天文学家引入了角度测量，将一个圆分割为360度。他们和之后的巴比伦人都在研究相似三角形各边之间的比例关系，并发现了其中一部分比例，但是并没有将其发展为一套系统的方法。古代努比亚人也使用了类似的方法。古希腊人最早将三角学转变成一套系统学科。
穆斯林天文学家巴塔尼引入了我们今天熟知的正弦、余弦、正切、余切等术语，并且提出了正切和余切的概念。
明代末年，由于历法改革的需要，西学东渐中陆续引进了几何学、三角学等西方数学。明末传教士邓玉函的《大测》一书围绕三角学展开，系统地构建了“造表法”和“用表法”两大体系。造表法基于正弦定理、余弦定理和半角公式，结合简化计算方法，推导出三角函数数值表。书中详细探讨了正弦、余弦、正切等函数的几何特性，并确立了三角八线的基本关系。用表法介绍了如何利用数值表解三角形，涵盖了平面三角测量和天文角度计算的实际应用。书中未涉及球面三角学。
清朝仍继续引进西方数学，其中最重要的是由波兰传教士穆尼阁和薛凤祚所介绍的对数方法。薛凤祚所著《历学会通》的数学部分主要是传自穆尼阁的《比例对数表》（1653年）、《比例四线新表》和《三角算法》等各一卷。《比例对数表》和《比例四线新表》分别给出了1～10000的六位对数表和六位三角函数（正弦、余弦、正切、余切）对数表。书中把今天所说的“对数”称为“比例数”或“假数”，并简单解释了把乘除运算化为加减运算的道理。这是对数方法在中国的首次介绍。对数是17世纪最重要的发现之一，它有效地简化了繁重的计算工作。在对数、解析幾何和微積分这三种当时西方最重要的数学方法中，也只有对数比较及时地传入了中国。《三角算法》所介绍的平面三角和球面三角知识，比《崇祯历书》中有关三角学的内容更丰富一些。如平面三角中包含有正弦定理、余弦定理、正切定理和半角定理等，且多是运用三角函数的对数进行计算。球面三角中增加半角公式、半弧公式、达朗贝尔公式和纳皮尔公式等。

## 概述

在这个直角三角形当中： ， 。

如果三角形的一个角为90度，而另一个角的度数已知，那么第三个角的度数也就固定下来了，这是因为任何一个三角形三个角的度数之和总是180度。这样，两个锐角的度数之和为90度：它们互为余角。这样的三角形形狀已经完全确定下来，它们是一组度数相同的相似三角形。在度数确定的情况下，每个边之间的比例也就随之确定，无论三角形大小。如果其中一个边的长度又为已知的话，那么其他两条边的长度也就确定。这些比例以{\displaystyle \angle A}的三角函数形式表示出来，其中{\displaystyle a}、{\displaystyle b}、{\displaystyle c}分别带指三角形中对应三边的长度：
- 正弦函数（{\displaystyle \sin }），定义为该角的对边与斜邊的比例。

{\displaystyle \sin A={\frac {\text{對 邊 }}{\text{斜 邊 }}}={\frac {a}{c}}}
- 余弦函数（{\displaystyle \cos }），定义为该角的邻边与斜边的比例。

{\displaystyle \cos A={\frac {\text{鄰 邊 }}{\text{斜 邊 }}}={\frac {b}{c}}}
- 正切函数（{\displaystyle \tan }），定义为该角的对边与邻边的比例。

{\displaystyle \tan A={\frac {\text{對 邊 }}{\text{鄰 邊 }}}={\frac {a}{b}}={\frac {\sin A}{\cos A}}}
其中，斜边是指直角三角形中90度角所对的边；它是该三角形中最长的边，也是角 {\displaystyle A} 的一个邻边。对边是角 {\displaystyle A} 所对的一条边。
这些函数的倒数分别被称为余割（{\displaystyle \csc }或cosec）、正割（{\displaystyle \sec }）和余切（{\displaystyle \cot }）：
{\displaystyle \csc A={\frac {1}{\sin A}}={\frac {c}{a}},}
{\displaystyle \sec A={\frac {1}{\cos A}}={\frac {c}{b}},}
{\displaystyle \cot A={\frac {1}{\tan A}}={\frac {\cos A}{\sin A}}={\frac {b}{a}}.}
它们的反三角函数分别为arcsine、arccosine和arctangent。这些函数之间存在的数学关系被称为三角恒等式。
通过使用这些函数，可以回答有关任意三角形的所有问题，只需使用正弦定理和余弦定理。在已知两条边长以及它们夹角的度数，或是两个角的度数以及一条边长，或是知道三边长度后，使用这些法则可以计算出其他角和边。

### 定义的扩展

图1a – 使用单位圆对于角θ的正弦和余弦进行定义。

上面的定义只是用于度数在0°到90°之间的角（0到{\displaystyle {\frac {\pi }{2}}}弧度）。使用单位圆，可以将它们扩展到所有度数为正、负的角上（参见三角函数）。三角函数为周期函数，周期为360°（{\displaystyle 2\pi }个弧度）。这意味着在这个区间内，它们的值会反复出现。正切和余切函数周期较短，为180°（{\displaystyle \pi }个弧度）。
三角函数还可以使用非上述集合定义来描述，如使用微积分和無窮級數。采取这种定义，三角函数可以扩展到复数。其中，复数指数函数十分有用。
{\displaystyle e^{x+iy}=e^{x}(\cos y+i\sin y).}
参见欧拉公式和棣莫弗公式。

使用单位圆绘制{\displaystyle y=\sin x}的过程。
使用单位圆绘制{\displaystyle y=\tan x}的过程。
使用单位圆绘制{\displaystyle y=\csc x}的过程。

## 计算
三角函数是最早使用数学用表的。这样的数学用表被纳入数学课本中，供学生查询数值和使用插值法得到更高精确度。计算尺在三角函数中有着特别的计量。如今的科学计算器已经配备有计算主要三角函数的功能，大多数电脑编程语言也提供函数库来计算三角函数。

## 常用公式

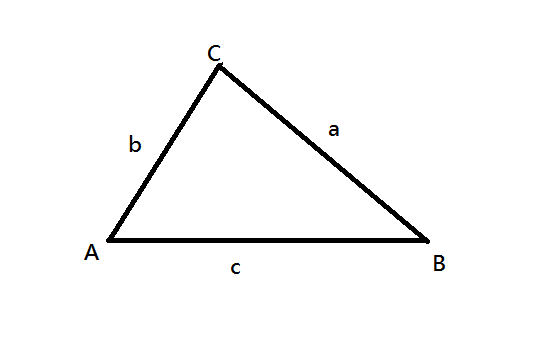
三角形的三边a、b、c，以及它们的对角A、B、C。

一些有关三角函数的恒等式对于所有角都始终成立，被称为三角恒等式。有一些恒等式是对于同一角的不同三角函数间的转换。

### 标准恒等式
恒等式是指那些无论给定值为多少都始终成立的等式。在三角函数中存在如下恒等关系：
{\displaystyle \sin ^{2}A+\cos ^{2}A=1} --- (1)
{\displaystyle \tan ^{2}A+1=\sec ^{2}A} --- (2)
{\displaystyle 1+\cot ^{2}A=\csc ^{2}A} --- (3)

### 正弦定理
对于任意三角形的正弦定理（又被称为“正弦法则”）公式如下:p.110：
{\displaystyle {\frac {a}{\sin A}}={\frac {b}{\sin B}}={\frac {c}{\sin C}}=2R,}
其中，R是三角形外接圓的半径长度：
{\displaystyle R={\frac {abc}{\sqrt {(a+b+c)(a-b+c)(a+b-c)(b+c-a)}}}.}
另一个有关于正弦的法则可以用来计算三角形的面积。在给定两条边的长度以及它们所夹角的角度，该三角形的面积为：
{\displaystyle {\mbox{Area}}={\frac {1}{2}}ab\sin C.}

### 余弦定理
任意三角形的余弦定理（又被称为余弦方程式、余弦法则），是勾股定理的一个扩展:p.112 ：
{\displaystyle c^{2}=a^{2}+b^{2}-2ab\cos C,\,}
或者可以写作：
{\displaystyle \cos C={\frac {a^{2}+b^{2}-c^{2}}{2ab}}.\,}

### 正切定理
正切定理如下：
{\displaystyle {\frac {a-b}{a+b}}={\frac {\tan \left[{\tfrac {1}{2}}(A-B)\right]}{\tan \left[{\tfrac {1}{2}}(A+B)\right]}}}

### 欧拉公式
欧拉公式定义，对于任意的{\displaystyle x}，都有{\displaystyle e^{ix}=\cos x+i\sin x}，于是产生了如下的对于e和虛數單位i的数学分析恒等式：
{\displaystyle \sin x={\frac {e^{ix}-e^{-ix}}{2i}},\qquad \cos x={\frac {e^{ix}+e^{-ix}}{2}},\qquad \tan x={\frac {i(e^{-ix}-e^{ix})}{e^{ix}+e^{-ix}}}.}

### 角度转换公式
角度转换公式也稱為和角公式或是和差公式，是有關二角和或差的三角函數的公式。
{\displaystyle \sin(A\pm B)=\sin A\ \cos B\pm \cos A\ \sin B}
{\displaystyle \cos(A\pm B)=\cos A\ \cos B\mp \sin A\ \sin B}
{\displaystyle \tan(A\pm B)={\frac {\tan A\pm \tan B}{1\mp \tan A\ \tan B}}}
{\displaystyle \cot(A\pm B)={\frac {\cot A\ \cot B\mp 1}{\cot B\pm \cot A}}}

### 倍角公式以及半角公式
二倍角公式可以利用二角相等時的和角公式求得。
{\displaystyle \sin 2A=2\sin A\ \cos A}
{\displaystyle \cos 2A=\cos ^{2}A-\sin ^{2}A=2\cos ^{2}A-1=1-2\sin ^{2}A}
{\displaystyle \tan 2A={\frac {2\tan A}{1-\tan ^{2}A}}}
利用和角公式也可以推導三倍角公式、四倍角公式等。
半角公式可以利用餘弦函數的二倍角公式求得。
{\displaystyle \sin {\frac {A}{2}}=\pm \,{\sqrt {\frac {1-\cos A}{2}}}}
{\displaystyle \cos {\frac {A}{2}}=\pm \,{\sqrt {\frac {1+\cos A}{2}}}}
{\displaystyle \tan {\frac {A}{2}}=\pm \,{\sqrt {1-\cos A \over 1+\cos A}}={\frac {\sin A}{1+\cos A}}={\frac {1-\cos A}{\sin A}}}

### 积化和差以及和差化积
积化和差是將二個正弦及餘弦函數的乘積轉換為另外二個正弦及餘弦函數的和或差，其逆運算即為和差化积。數學家韋達在其三角學著作《應用於三角形的數學定律》給出积化和差与和差化积恒等式。积化和差恒等式可以通过展开角的和差恒等式的右手端来证明。